# Berezne
Berézne (ukrainsk: Бере́зне}, russisk: Берёзно, polsk: Bereźne) er en by i Rivne oblast, Ukraine, beliggende ved floden Slutj nord for Rivne. Den er det administrative centrum for Berezne rajon.
Byen har 13.285 (2020) indbyggere.

## Historie
Berezne (historisk set også kendt som Bereźno samt polsk: Jędrzejów, og ukrainsk: Андріїв) blev oprettet i 1446 inden for det Den polsk-litauiske realunion. Siden Lublinunionen var byen en del af Kongeriget Polens krone (1569−1791, 1795), hvor den forblev indtil Polens delinger Byen blev overrendt af Khmelnytskij i Khmelnytskijopstanden i 1648 og oplevede blodige pogromer, der kostede mange uskyldige livet. Berezne blev annekteret af Det Russiske Kejserrige i 1793 og blev afstået til Polen i 1919-21 under Freden i Riga. I den Anden Polske Republik var der en garnison af grænsebeskyttelseskorps Bereźne-bataljon i byen. Indtil Sovjetunionens invasion af Polen i 1939 hørte Bereźne til Wołyń voivodeskabs amt Kostopol.